# Grote zilversmelt
De grote zilversmelt (Argentina silus) is een straalvinnige vissensoort uit de familie van zilversmelten (Argentinidae). De wetenschappelijke naam van de soort is voor het eerst geldig gepubliceerd in 1775 door Ascanius.

## Kenmerken
Deze slanke, grootogige vissen hebben grote schubben en dragen fijne stekeltjes. Het lichaam is bruin met een olijfgroene rug, een witte buik en zilver- of goudkleurige flanken. Ze hebben een spitse kop en een gevorkte staartvin met spitse lobben. De lichaamslengte bedraagt maximaal 60 cm en het gewicht minstens 450 gram.

## Leefwijze
Het voedsel van deze scholenvissen bestaat uit kreeftachtigen, pijlinktvissen, ribkwallen en kleine vissen. Ze hebben een zeer goed gezichtsvermogen, hetgeen nuttig is bij het opsporen en vangen van prooien op grote diepten. Bij het zien van een roofvis kiezen ze zeer snel het hazenpad.

## Voortplanting
De eieren worden afgezet in open wateren op grote diepten, van waaruit ze met de stroming meedrijven. De jongen begeven zich naar ondieper wateren.

## Verspreiding en leefgebied
Deze soort komt voor in de noordelijke Atlantische Oceaan en de Noordelijke IJszee in open wateren of nabij de bodem.